# 新潟県道21号新発田紫雲寺線
新潟県道21号新発田紫雲寺線（にいがたけんどう21ごう しばたしうんじせん）は、新潟県新発田市を通る県道（主要地方道）である。

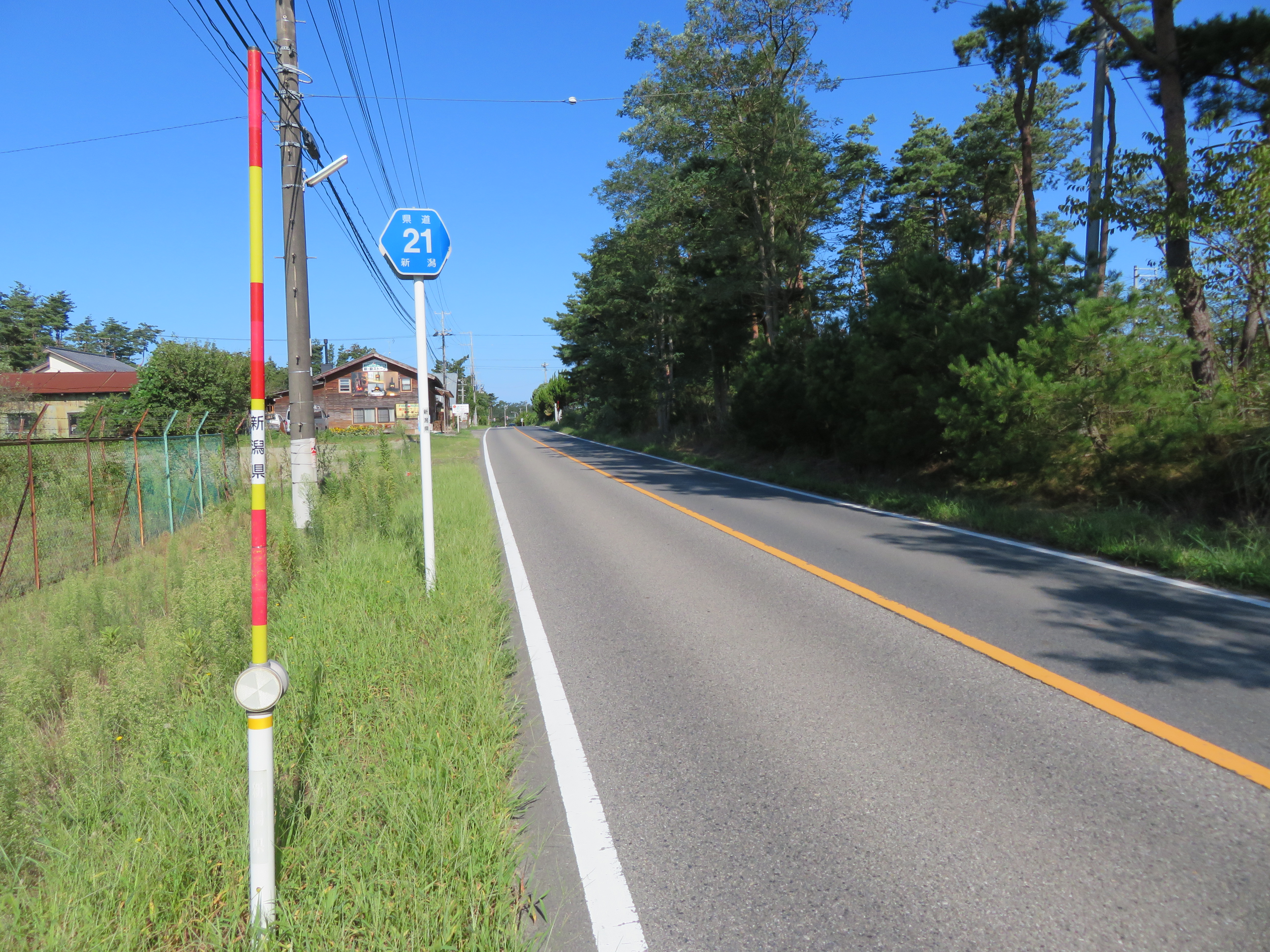
新発田市真野外付近

## 概要
新発田下町の石川小路交差点より県道32号から市民文化会館・城址方面へ分岐、国道7号城北町交差点、紫雲寺中心街の稲荷岡、紫雲寺記念公園の北側を経由して藤塚浜へ至る。

### 路線データ
- 起点：新発田市大手町1丁目（石川小路交差点、新潟県道32号新発田停車場線交点）
- 終点：新発田市藤塚浜（国道113号交点、新潟県道54号中条紫雲寺線重複）

## 歴史
- 1993年（平成5年）5月11日 - 建設省から、県道新発田紫雲寺線が新発田紫雲寺線として主要地方道に指定される[1]。

## 地理

### 通過する自治体
- 新発田市

### 交差する道路
- 新潟県道32号新発田停車場線（新発田市大手町・石川小路交差点、起点）
- 国道7号（新発田市城北町・城北町交差点）
- 新潟県道298号押廻加治線（新発田市押廻）
- 新潟県道545号紫雲寺菅谷線（新発田市川尻・川尻交差点）
- 新潟県道3号新潟新発田村上線（新発田市稲荷岡・稲荷岡交差点）
- 国道113号（新潟県道54号中条紫雲寺線重複）（新発田市藤塚浜、終点）

### 沿線の施設など
- 新発田郵便局
- 新発田城跡
- 新潟県立紫雲寺記念公園
- 紫雲寺記念公園